# Ron Antony Renzenbrink

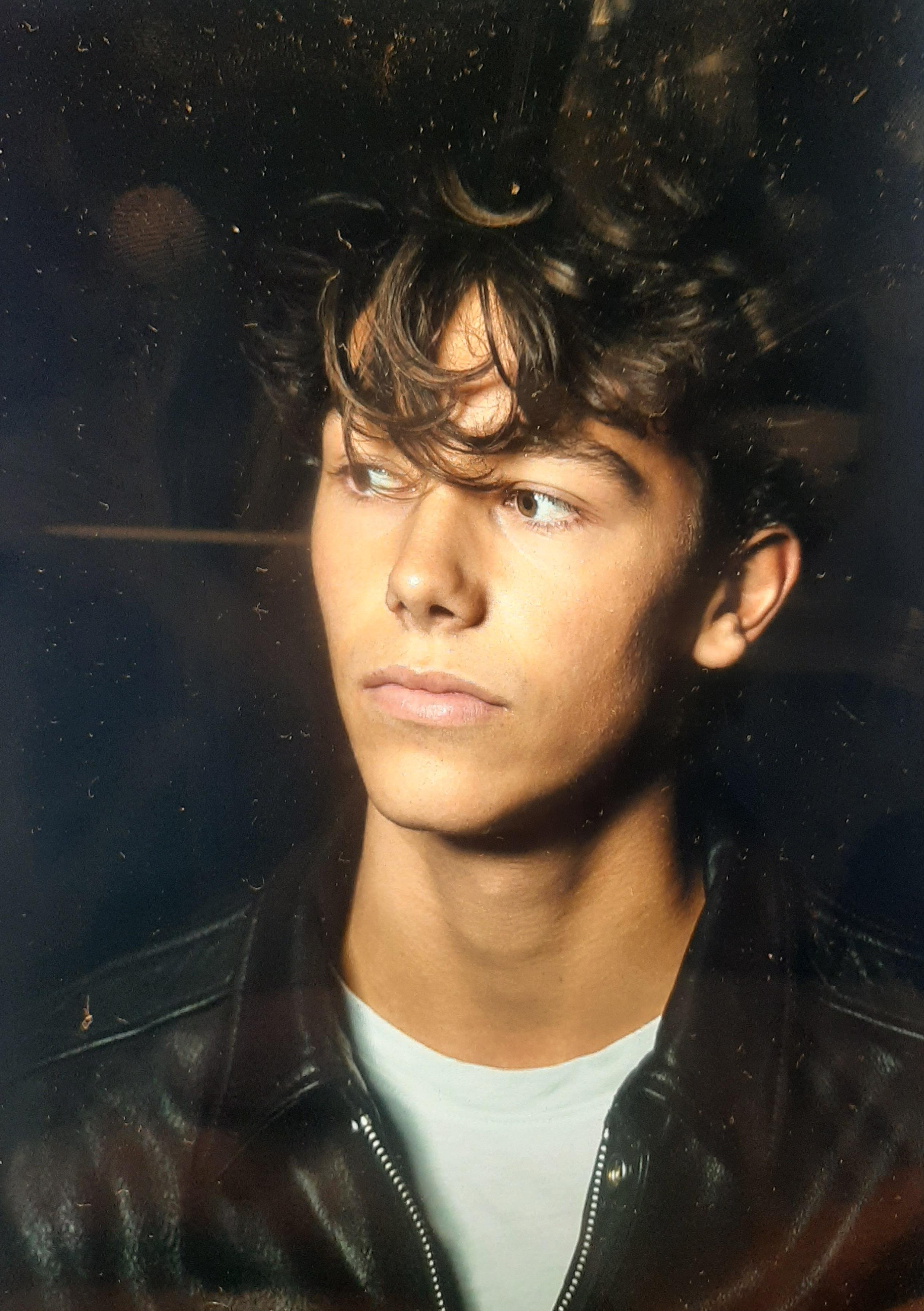
Ron Antony Renzenbrink (2023)

Ron Antony Renzenbrink (* 2006) ist ein deutscher Schauspieler und Sohn des früheren Tennisprofis Jörn Renzenbrink. 
Im Alter von 8 Jahren nahm er auf Anraten einer Bekannten am Casting für den Kinderfilm Die wilden Kerle - Die Legende lebt teil und wurde in einer der Hauptrollen als „Nachwuchs-Wilder-Kerl“ besetzt. Es folgten weitere Hauptrollen, u. a. im Kinofilm Fünf Freunde und das Tal der Dinosaurier und in den Alfons-Zitterbacke-Filmen als Alfons’ großspuriger Gegenspieler Nico. Seitdem steht er regelmäßig vor der Kamera, zuletzt in allen drei Staffeln des Katastrophen-Dramas Sløborn unter der Regie von Christian Alvart sowie in mehreren Folgen der Familienserie Frühling mit Simone Thomalla.
Renzenbrink hat drei jüngere Brüder und lebt in Hamburg.

## Filmografie
- 2016: Die Wilden Kerle – Die Legende lebt!
- 2018: Fünf Freunde und das Tal der Dinosaurier
- 2019: Die drei !!! (Film)[1]
- 2019: Alfons Zitterbacke – Das Chaos ist zurück
- 2020–2024: Sløborn (Fernsehserie, 14 Folgen)
- 2022: Alfons Zitterbacke – Endlich Klassenfahrt![2]
- 2023–2025: Frühling (Fernsehserie, 8 Folgen)[3][4]
- 2023: Großstadtrevier (Fernsehserie, Staffel 36, Folge 6 Hamburger Elite)
- 2024: Nord Nord Mord (Fernsehserie, Folge Sievers und die fünf Fragezeichen)